# Collina d'Oro
Collina d'Oro (in dialetto ticinese Colina d'Or) è un comune svizzero di 4 656 abitanti del Canton Ticino, nel distretto di Lugano.

## Geografia fisica
Collina d'Oro si trova a sud di Lugano, sulla collina omonima, che si affaccia sul Pian Scairolo ad est e sul Golfo di Agno ad Ovest.

## Storia
Il comune è stato istituito il 4 aprile 2004 con la fusione dei comuni soppressi di Agra, Gentilino e Montagnola; capoluogo comunale è Gentilino. Il 1º aprile 2012 è stato aggregato a Collina d'Oro il comune soppresso di Carabietta.

## Società

### Evoluzione demografica
L'evoluzione demografica è riportata nella seguente tabella:
Abitanti censiti

## Cultura
A Montagnola dal 1997 hanno sede la fondazione e il museo intitolati a Hermann Hesse.

## Geografia antropica

### Frazioni
- Agra
  - Bigogno
- Carabietta
  - Roncaccio
- Gentilino
  - Risciana
  - Rubiana
  - Viglio
- Montagnola
  - Arasio
  - Barca
  - Cadepiano
  - Cantonetto
  - Certenago
  - Civra
  - Ghiera
  - Guasto
  - Minigera
  - Orino
  - Pian Roncate
  - Poporino
  - Ronchignola
  - Scairolo
  - Scairolo Vecchio
  - Semolcina
  - Sotto Vignino
  - Vignino[4]

## Infrastrutture e trasporti
Il comune è servito dalla stazione di Cappella-Agnuzzo lungo la ferrovia Lugano-Ponte Tresa.